# Weezer
Weezer es una banda estadounidense de rock alternativo formada en Los Ángeles en 1992. Desde 2001, el grupo está formado por el vocalista y guitarrista Rivers Cuomo, el baterista Patrick Wilson, el guitarrista Brian Bell y el bajista Scott Shriner. Han vendido nueve millones de álbumes en Estados Unidos y más de diecisiete millones en todo el mundo.
Después de firmar con Geffen Records en 1993, Weezer lanzó su álbum debut homónimo aclamado por la crítica, también conocido como The Blue Album, en mayo de 1994. Respaldado por videos musicales de los sencillos «Buddy Holly», «Undone - The Sweater Song» y «Say It Ain't So», el Blue Album se convirtió en un éxito multiplatino. El segundo álbum de Weezer, Pinkerton (1996), con un sonido más oscuro y abrasivo, fue un fracaso comercial y en un principio recibió críticas variadas, pero alcanzó un estatus de culto y elogios de la crítica años después. Tanto el Blue Album como Pinkerton se citan con frecuencia entre los mejores álbumes de los años 1990. Después de la gira de Pinkerton, el bajista fundador, Matt Sharp, abandonó la banda y Weezer hizo una pausa.
En 2001, Weezer regresó con The Green Album con Mikey Welsh como nuevo bajista. Con un sonido más pop y promocionado por los sencillos «Hash Pipe» y «Island in the Sun», fue un éxito comercial y recibió críticas mayoritariamente positivas. Después de la gira del Green Album, Welsh se retiró de Weezer por motivos de salud y fue reemplazado por Shriner. El cuarto álbum del grupo, Maladroit (2002), incorporó un sonido de hard rock y logró críticas en su mayoría positivas, pero ventas inferiores al disco antecesor. La canción «Beverly Hills», del álbum Make Believe (2005), se convirtió en el primer sencillo de Weezer en encabezar la lista Modern Rock Tracks y el primero en alcanzar el top diez en el Billboard Hot 100.
En 2008, Weezer lanzó The Red Album; su sencillo principal, «Pork and Beans», se convirtió en la tercera canción de Weezer en encabezar la lista Modern Rock Tracks, respaldada por un video musical ganador de un Premio Grammy. Raditude (2009) y Hurley (2010) presentaron una «producción pop moderna» y canciones coescritas con otros artistas. Everything Will Be Alright in the End (2014) y The White Album (2016) regresaron a un estilo rock que recordaba su sonido de los 1990 mezclado con una producción moderna y lograron críticas más positivas; Pacific Daydream (2017) volvió a presentar un sonido pop más convencional. En 2019, Weezer lanzó un álbum de versiones, The Teal Album, seguido de The Black Album. En 2021, lanzaron OK Human, que presentó un sonido pop orquestal, seguido por Van Weezer, inspirado en el hard rock. En 2022, lanzaron una serie de EP basados en las cuatro estaciones: SZNZ: Spring, SZNZ: Summer, SZNZ: Autumn y SZNZ: Winter.

## Historia

### Formación y primeros años (1986-1994)
El vocalista y guitarrista Rivers Cuomo se mudó a Los Ángeles desde Connecticut en 1989 con su banda de metal de la escuela secundaria, Avant Garde, más tarde rebautizada como Zoom. Después de que el grupo se disolvió, Cuomo conoció al baterista Patrick Wilson y se mudó con él y un amigo de Wilson, Matt Sharp. Wilson y Cuomo formaron una banda, Fuzz, a la que se unió Scottie Chapman como bajista. Chapman renunció después de algunas presentaciones en vivo; la banda pasó a llamarse Sixty Wrong Sausages, con el amigo de Cuomo, Pat Finn, en el bajo y Jason Cropper en la guitarra, pero pronto se disolvió. Cuomo se mudó a Santa Mónica, California, y grabó docenas de demos, incluidas las futuras canciones de Weezer «The World Has Turned and Left Me Here» y «Undone - The Sweater Song». Esas grabaciones entusiasmaron a Sharp y se convirtió en el bajista y manager de facto del grupo.
Cuomo, Wilson, Sharp y Cropper formaron Weezer el 14 de febrero de 1992. Su primer show fue el 19 de marzo de 1992, cerrando para la banda Dogstar de Keanu Reeves. El nombre de la banda proviene de un sobrenombre con el que el padre de Cuomo llamaba a su hijo. Cuomo le dio a Sharp un plazo de año para conseguir un contrato discográfico para la banda antes de que Cuomo aceptara una beca en la Universidad de California en Berkeley. En noviembre, Weezer grabó un demo, The Kitchen Tape, que incluía una versión del futuro sencillo de Weezer «Say It Ain't So». La maqueta llegó a oídos de Todd Sullivan, un representante de Geffen Records, que firmó con Weezer en junio de 1993.

### The Blue Album(1994)

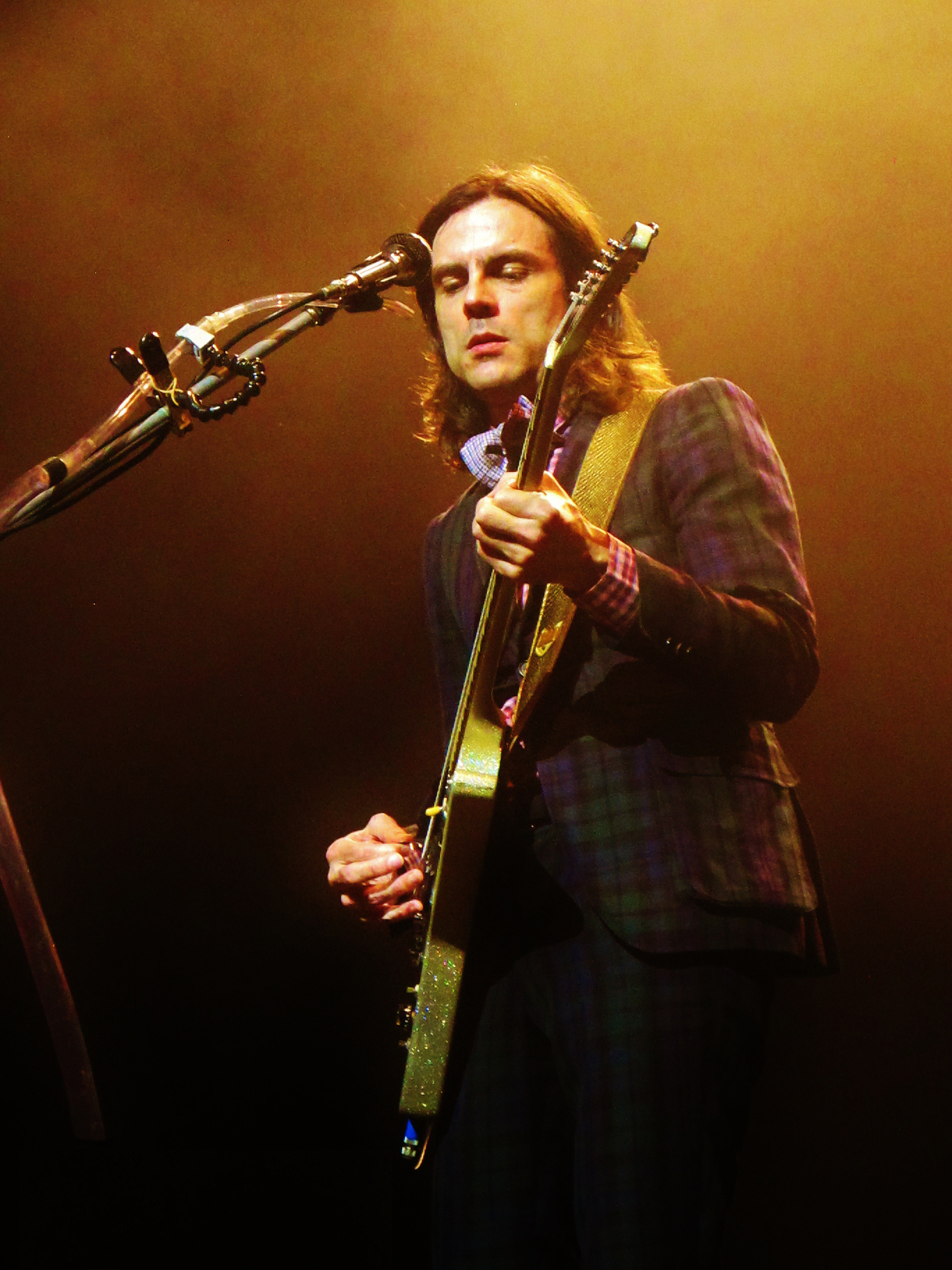
El guitarrista Brian Bell reemplazó Cropper durante la grabación del Blue Album.

Weezer grabó su álbum debut con el productor Ric Ocasek en Electric Lady Studios en la ciudad de Nueva York. Cropper fue despedido durante la grabación porque Cuomo y Sharp sentían que estaba poniendo en peligro la química de la banda. Fue reemplazado por Brian Bell, quien mintió sobre su habilidad para cantar antes de unirse al grupo e inmediatamente después comenzó a tomar clases de canto. El álbum debut homónimo de Weezer, también conocido como «The Blue Album», fue lanzado en mayo de 1994. Descrito por el sitio web Pitchfork como una integración de «humor geek, densas referencias culturales y positivos ganchos gigantescos», combinaba rock alternativo, power pop, una producción pulida y lo que el crítico de AllMusic Stephen Thomas Erlewine llamó una «predilección por el trash-rock de los 70... . resultando en algo bastante distintivo».
El primer sencillo de Weezer, «Undone - The Sweater Song», fue respaldado por un video musical dirigido por Spike Jonze; filmado en una toma ininterrumpida, presentaba a Weezer actuando en un escenario de sonido con poca acción, salvo una jauría de perros pululando en el set. El video se convirtió en un éxito instantáneo en MTV. La canción alcanzó el puesto 57 en el Billboard Hot 100. Jonze también dirigió el segundo videoclip del grupo, «Buddy Holly», introduciendo a la banda en una estética basada en la comedia televisiva de los años 1970 Días felices. El video logró una gran rotación en MTV y ganó cuatro MTV Video Music Awards, incluyendo mejor video revelación y mejor video musical alternativo, y dos Billboard Music Video Awards. «Buddy Holly» alcanzó el puesto 18 en el Hot 100 Airplay y el 2 en la lista Billboard Modern Rock. La canción está incluida en las 500 mejores canciones de todos los tiempos de Rolling Stone. Siguió un tercer sencillo, «Say It Ain't So». Fue recibido con elogios de la crítica y más tarde Pitchfork lo clasificó en el puesto número 10 entre las 200 mejores pistas de la lista de los años 1990. La canción alcanzó el puesto 51 en la lista Hot 100 Airplay y el puesto 7 en la lista Billboard Modern Rock. Además, la pista se incluyó en la lista de la Rolling Stone de las 100 mejores canciones de guitarra de todos los tiempos.
The Blue Album obtuvo un éxito comercial y de crítica. En 2020, la Rolling Stone lo ubicó en el puesto 294 entre los 500 mejores álbumes de todos los tiempos. Tiene certificación cuádruple platino en los Estados Unidos y Canadá, lo que lo convierte en el álbum más vendido de Weezer.

### Pinkerton(1996-1997)
A finales de 1994, Weezer se tomó un descanso de las giras durante las vacaciones de Navidad. Cuomo viajó a su estado natal de Connecticut y comenzó a grabar demos para el próximo álbum de la banda. Su concepto original era una ópera rock de temática espacial, Songs from the Black Hole, que expresaría sus sentimientos encontrados sobre el éxito. El álbum presentaba una historia en la que cada miembro de la banda interpretaba un personaje. Otros personajes fueron interpretados por Rachel Haden, Joan Wasser y Karl Koch. La historia se desarrollaba en el año 2126, con la nave espacial «Betsy II» embarcándose en una misión por toda la galaxia. Cuomo concibió la historia como una metáfora de sus sentimientos encontrados sobre las giras con una exitosa banda de rock. El nombre del barco, Betsy II, está tomado del primer autobús de gira de Weezer, apodado Betsy; M1 representa a los representantes de la banda y el sello discográfico de Weezer; Wuan y Dondó representan la parte de Cuomo que estaba entusiasmado con el éxito; Jonas representa sus dudas y anhelos; Laurel y Maria representan sus relaciones con las mujeres. Weezer desarrolló el concepto a través de sesiones de grabación intermitentes durante 1995. Al final del año, Cuomo se inscribió en la Universidad de Harvard, donde su composición se volvió «más oscura, más visceral y expuesta, menos divertida» y abandonó Songs from the Black Hole.

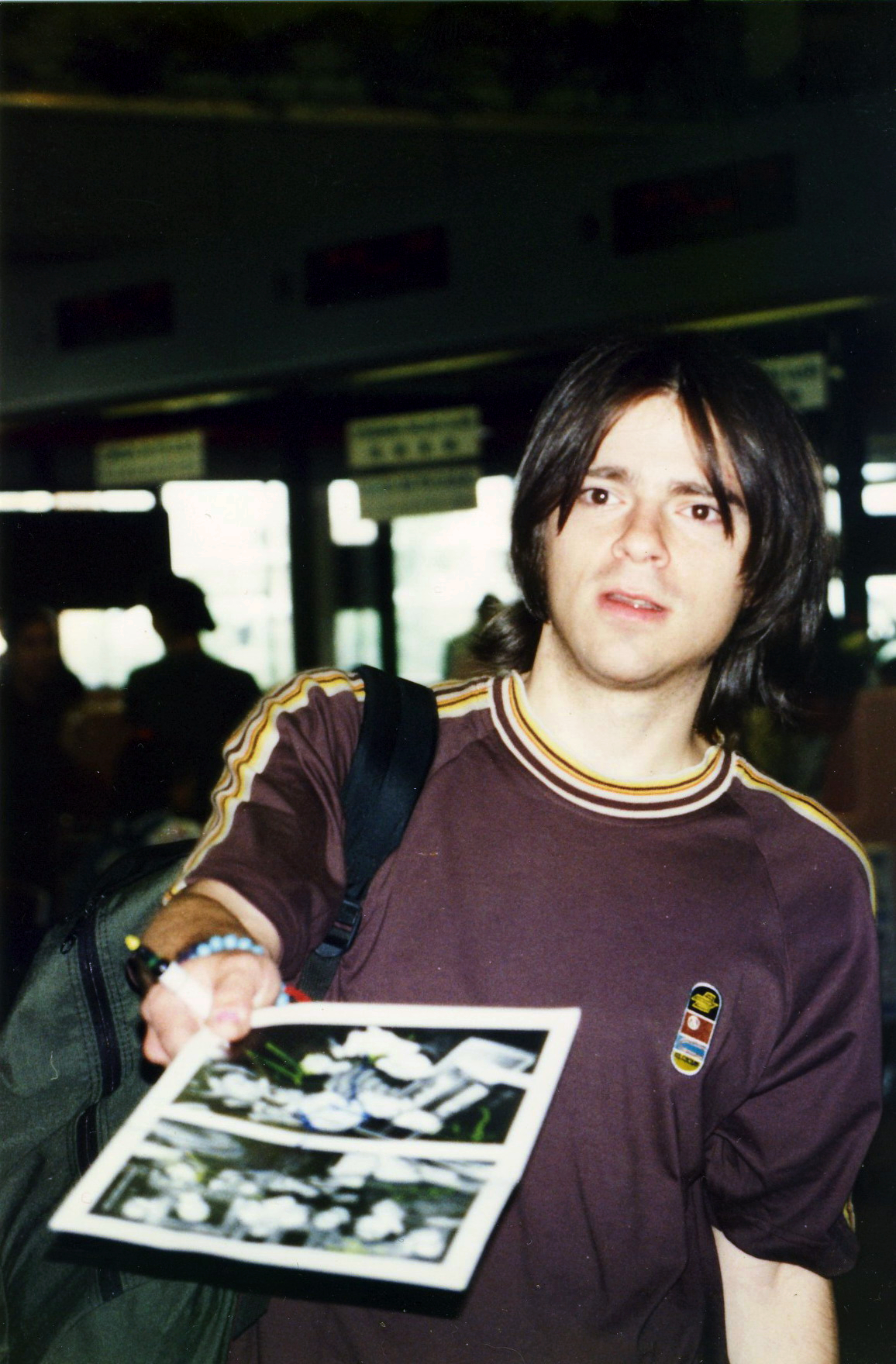
Cuomo en 1997.

Mientras asistía a Harvard, Cuomo experimentó soledad y frustración mientras se sometía a una cirugía en su pierna izquierda. Estas experiencias influyeron en su composición para el siguiente disco. Los otros miembros de Weezer decidieron embarcarse en sus propios proyectos paralelos durante este tiempo. Sharp fundó The Rentals, que lanzó su álbum debut Return of the Rentals en octubre de 1995, con Patrick Wilson en la batería.
El segundo álbum de Weezer, Pinkerton, se lanzó el 24 de septiembre de 1996. Pinkerton lleva el nombre del personaje BF Pinkerton de Madama Butterfly, quien se casa y luego abandona a una mujer japonesa llamada Butterfly. Al llamarlo «un marinero estadounidense imbécil similar a una estrella de rock de gira», Cuomo sintió que el personaje era «el símbolo perfecto» de la parte de él que estaba tratando de aceptar en ese álbum. El álbum produjo tres sencillos: «El Scorcho», «The Good Life» y «Pink Triangle».

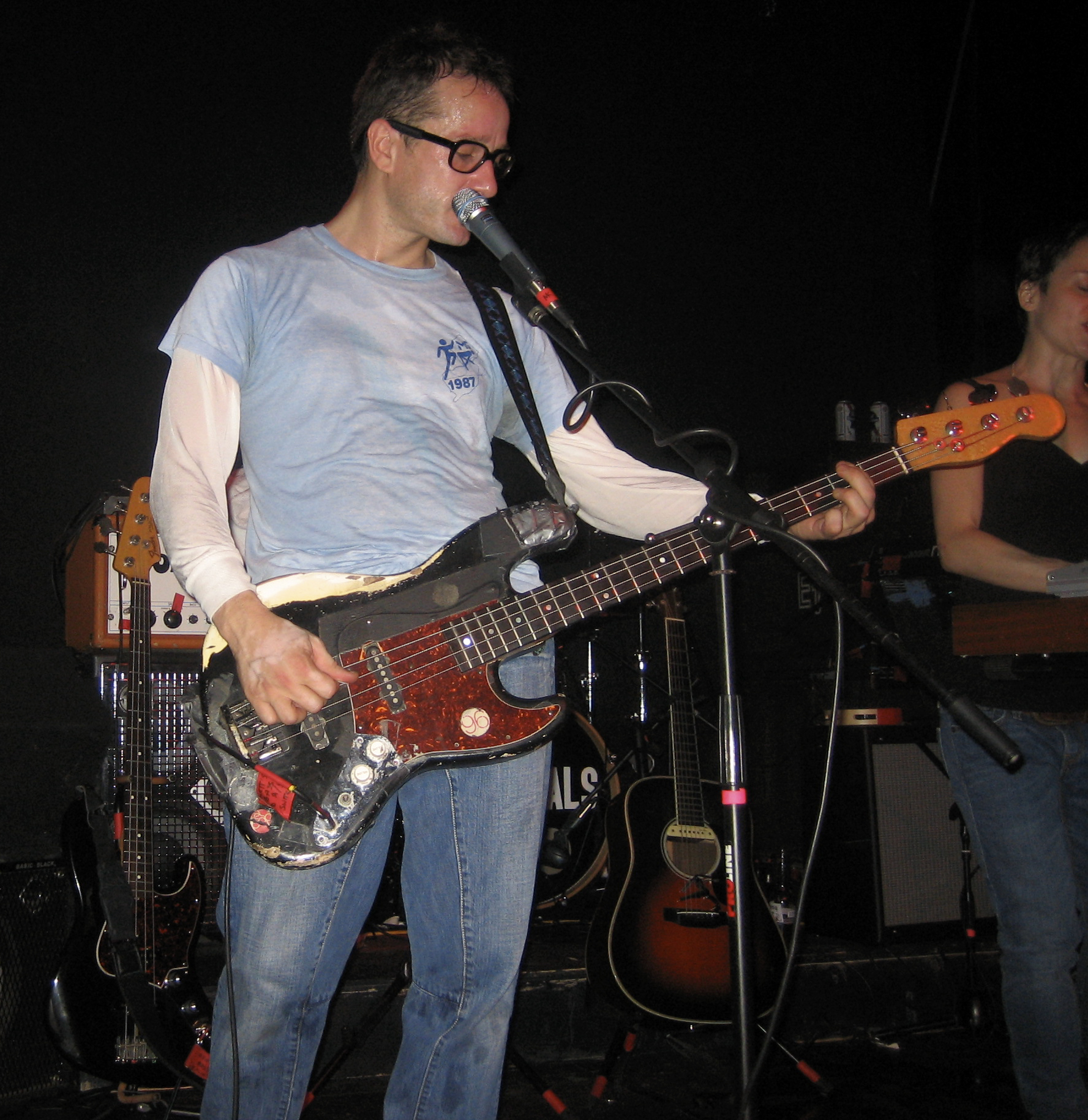
Matt Sharp (en la foto con The Rentals en 2007), cofundador de Weezer, abandonó la banda en 1998 después de la gira de Pinkerton.

Con un sonido más oscuro y abrasivo, Pinkerton se vendió mal en comparación con The Blue Album y recibió críticas mixtas; fue votado como «uno de los peores álbumes de 1996» en una encuesta a los lectores de la Rolling Stone. Sin embargo, el álbum finalmente ganó seguidores de culto y llegó a ser considerado entre los mejores trabajos de Weezer; en 2002, los lectores de Rolling Stone votaron a Pinkerton como el decimosexto mejor álbum de todos los tiempos, y ha sido considerado por algunos medios como uno de los mejores álbumes de la década de 1990. En 2004, Rolling Stone le dio al álbum una nueva reseña, otorgándole cinco de cinco estrellas y agregándolo al Salón de la fama de la Rolling Stone. Posteriormente Pinkerton obtuvo certificación de platino en 2016. El álbum se convirtió en un referente de la música emo y algunos le atribuyen el mérito de «reescribir el modelo emo», ya que se volvió bastante influyente para varias bandas y el género mismo en la década de 2000.
En julio de 1997, las hermanas Mykel, Carli y Trysta Allan murieron en un accidente automovilístico mientras conducían a casa después de un show de Weezer en Denver, Colorado. Mykel y Carli dirigían el club de fans de Weezer y ayudaban a gestionar la publicidad de varias otras bandas de Los Ángeles, y habían inspirado la cara B de «Sweater Song», «Mykel and Carli». Weezer canceló un espectáculo para asistir al funeral. En agosto, Weezer y otras bandas realizaron un concierto benéfico para la familia en Los Ángeles. Un álbum recopilatorio, Hear You Me! A Tribute to Mykel and Carli, fue dedicado a su memoria. El álbum incluía «Mykel and Carli», así como canciones de Ozma, That Dog y Kara's Flowers.

### Inactividad (1997-2000)
Weezer completó la gira de Pinkerton a mediados de 1997 e hizo una pausa. Wilson regresó a su casa en Portland, Oregón, para trabajar en su proyecto paralelo, The Special Goodness, mientras que Bell trabajó en su banda Space Twins. Cuomo regresó a Harvard pero se tomó un descanso para concentrarse en escribir canciones. Formó una nueva banda compuesta por una formación cambiante de músicos de Boston e interpretó material nuevo. Las canciones fueron abandonadas, pero circulan en internet copias piratas de los espectáculos de Boston. Wilson finalmente voló a Boston para unirse a Homie, otro proyecto paralelo de Cuomo, también conocido como The Rivers Cuomo Band. Entre los miembros de Homie se encontraba el futuro bajista de Weezer, Mikey Welsh. Aunque se estaba grabando un álbum de Homie, terminaron lanzando sólo una canción llamada «American Girls» para la película de 1998 Meet The Deedles.

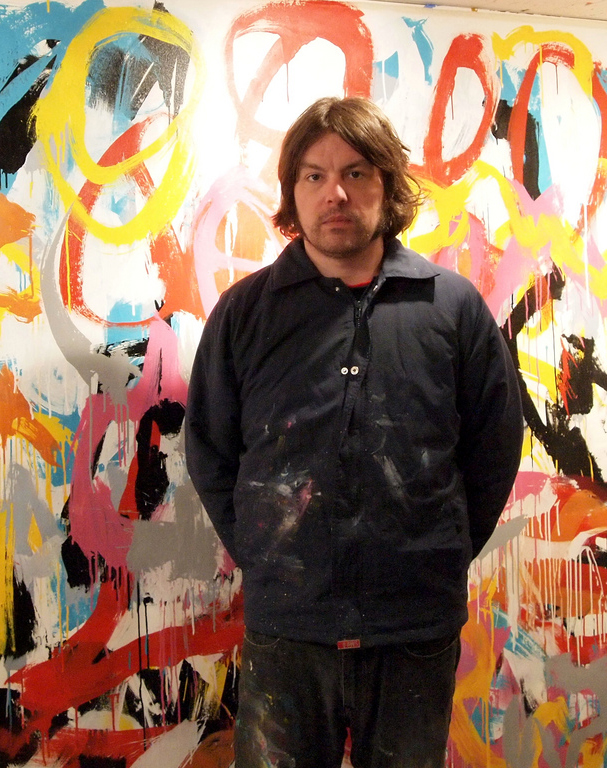
Mikey Welsh (en 2010) fue bajista de Weezer entre 1998 y 2001.

En febrero de 1998, Cuomo, Bell y Wilson se reunieron en Los Ángeles para empezar a trabajar en el próximo álbum de Weezer, sin embargo, Sharp estuvo ausente en los ensayos. En abril del mismo año, el bajista anunció su salida de Weezer para dedicarse completamente a The Rentals y debido a diferencias con los miembros de la banda. Sharp aseguró más tarde que no era cierto que él no había abandonado la banda. Dijo sobre su partida: «Ciertamente tengo mi opinión al respecto, como estoy seguro de que todos los demás tienen sus cosas confusas. Cuando tienes un grupo que no se comunica, vas a tener un montón de historias diferentes». El grupo contrató como nuevo bajista a Mikey Welsh, que había tocado con Cuomo en Boston.
Weezer continuó ensayando y grabando demos hasta finales de 1998. La frustración y los desacuerdos creativos llevaron a una disminución en la frecuencia de los ensayos y, a finales de 1998, Wilson volvió a Portland en espera de que Cuomo renovara su productividad. En noviembre de 1998, la banda tocó en dos shows en clubes de California con un baterista sustituto bajo el nombre de Goat Punishment, y consistió enteramente en versiones de canciones de Nirvana y Oasis. En los meses siguientes, Cuomo entró en un período de depresión, desenchufó su teléfono, pintó las paredes de su casa de negro y colocó aislamiento de fibra de vidrio sobre sus ventanas para evitar la entrada de luz. Finalmente, durante este tiempo, comenzó a experimentar con su música y terminó escribiendo 121 canciones en 1999. Mientras tanto, Wilson continuó trabajando con The Special Goodness mientras Bell volvió a trabajar con Space Twins. Welsh continuó de gira con Juliana Hatfield.

### Regreso yThe Green Album(2000-2001)
La base de seguidores de la banda impulsó el restorno y Weezer comenzó a presentarse en vivo ante salas colmadas de espectadores. Las miembros del grupo se reunieron en abril de 2000, cuando aceptaron una lucrativa oferta para actuar en el Fuji Rock Festival. El festival sirvió como catalizador para la productividad de Weezer y, de abril a mayo de 2000, ensayaron y realizaron demos de nuevas canciones en Los Ángeles. Regresaron a los shows en vivo en junio de 2000, tocando nuevamente en pequeños conciertos sin promoción bajo el nombre de Goat Punishment. En junio de 2000, la banda se unió al Warped Tour durante nueve fechas.
En el verano de 2000, el grupo se fue de gira, incluidas las fechas del Warped Tour. Finalmente, la banda volvió al estudio para producir un tercer álbum, Weezer, conocido como «The Green Album». Debido a la recepción mixta de Pinkerton, Cuomo escribió letras menos personales para el nuevo álbum. La banda contrató a Ric Ocasek, quien también había producido el álbum debut de la banda. Poco después del lanzamiento, Weezer realizó otra gira por Estados Unidos. El álbum fue apoyado por los sencillos «Hash Pipe», «Island in the Sun» y «Photograph». Los ejecutivos sugirieron que se debería elegir «Don't Let Go» como primer sencillo. Sin embargo, Cuomo insistió y «Hash Pipe» finalmente se convirtió en el primer sencillo del álbum. «Hash Pipe» alcanzó el puesto número dos en la lista Billboard Modern Rock y el número seis en la lista Bubbling Under Hot 100. «Island in the Sun» fue lanzada como segundo sencillo y se convirtió en un éxito de radio, así como en uno de sus mayores éxitos en el extranjero. La canción alcanzó el puesto número once en la lista Bubbling Under Hot 100. Ha ganado una popularidad cada vez mayor a lo largo de los años, ya que luego se unió a la lista de ventas de Digital Songs en 2008 y alcanzó el puesto 18 en 2022.

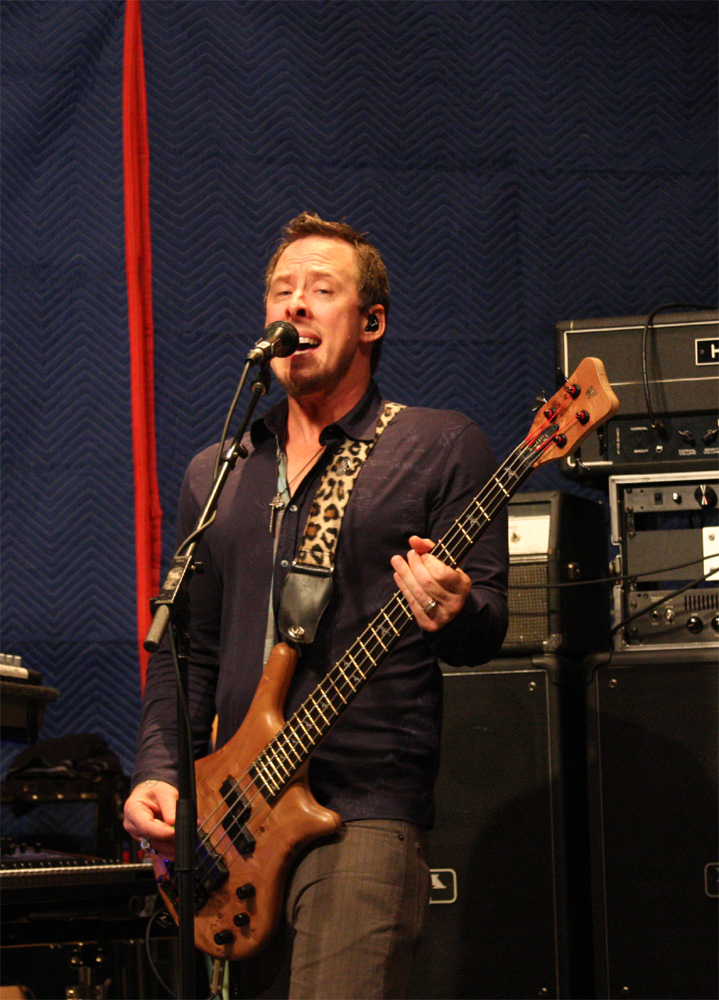
Scott Shriner ha sido el bajista de Weezer desde 2001.

El sello intentó posponer la fecha de lanzamiento de Weezer hasta junio, pero terminaron apegándose a la fecha de lanzamiento original del álbum del 15 de mayo. El álbum debutó en el número cuatro del Billboard 200 y desde entonces ha sido certificado platino.
Después de sufrir una crisis nerviosa por el estrés de las giras, trastorno bipolar no diagnosticado y abuso de drogas, Welsh intentó suicidarse y abandonó Weezer en 2001. Más tarde se unió a The Kickovers por un breve período antes de retirarse de la música. Fue reemplazado por Scott Shriner. Durante este tiempo, Spike Jonze volvió a filmar un video musical para «Island in the Sun». En un principio se manejó la posibilidad de que Matt Sharp apareciera en el video, pero no acabó sucediendo.

### Maladroit(2002)
Weezer adoptó un enfoque experimental en el proceso de grabación de su cuarto álbum al permitir a los fans descargar mezclas en progreso de nuevas canciones desde su sitio web oficial a cambio de comentarios. Una de las canciones que se incluyó en el álbum por pedido de los fans fue «Slob». Cuomo tuvo desacuerdos con el sello discográfico, Interscope Records. Antes del lanzamiento oficial del álbum, el líder de la banda envió un disco con ocho canciones a estaciones de radio y medios de prensa. Como resultado, «Dope Nose» y otras canciones —algunas inacabadas— que la banda había subido a su página web fueron transmitidas por algunas estaciones de radio. La discográfica le exigió a Cuomo que detuviera la difusión del material y los demos en MP3 de la sección de descargas de audio y video de la página web fueron eliminados.
| Demasiados músicos le besan el trasero a la industria y son guiados por sus mánagers o compañías discográficas, lo que creo que al final acabará con una banda. Nosotros nos concentramos en lo que hacemos: tocar shows de Weezer y hacer álbumes de Weezer. Todo lo demás es una especie de molestia. — Rivers Cuomo, mayo de 2002. |

En abril de 2002, el exbajista Matt Sharp demandó a la banda, alegando, entre varias acusaciones, que le debían dinero por coescribir varias canciones de Weezer. Posteriormente, la demanda se resolvió extrajudicialmente.
El cuarto álbum, Maladroit, se lanzó el 14 de mayo de 2002, sólo un año después de su predecesor. El álbum sirvió como una versión más pesada de la pegadiza música de influencia pop característica de la banda y estaba repleto de ajetreados solos de guitarra al estilo de los años 1980. «Este disco trata sobre mi deseo de dejar volar la guitarra», sostuvo Cuomo. Aunque recibió críticas generalmente positivas, sus ventas no fueron tan fuertes como las del Green Album. Se lanzaron dos sencillos del álbum. El video musical de «Dope Nose» presentaba a una pandilla de motociclistas japoneses. La canción alcanzó el puesto número ocho en la lista Billboard Modern Rock. El video musical de «Keep Fishin'» combinó a Weezer con The Muppets y tuvo una ampia rotación en MTV. La revista Spin calificó a Maladroit como el sexto mejor álbum de 2002. Una encuesta de lectores de la Rolling Stone también de ese año lo votó como el 90.º mejor álbum de todos los tiempos.
Weezer lanzó su primer DVD el 23 de marzo de 2004. Weezer – Video Capture Device: Treasures from the Vault 1991–2002 documenta el trayecto de la banda desde sus inicios hasta el Enlightenment Tour de Maladroit. Compilado por Karl Koch, el DVD incluye grabaciones caseras, videos musicales, anuncios, ensayos, conciertos, actuaciones televisivas y comentarios de la banda. El DVD obtuvo la certificación oro el 8 de noviembre de 2004.

### Make Believe(2003-2006)
Antes de trabajar en material nuevo, Cuomo descubrió la meditación vipassana, que pasó a influenciar su tarea como compositor. Decidió adoptar una vez más un enfoque más personal en su escritura. Una canción durante este proceso, «The Other Way», fue escrita para la exnovia de Cuomo, Jennifer Chiba, después de la muerte de su entonces novio, el cantautor Elliott Smith. Cuomo dijo: «Quería consolarla, pero estaba confundido y escéptico acerca de mis propios motivos para querer hacerlo, así que escribí esa canción sobre eso». Antes de grabar material para su cuarto álbum, Brian Bell y Patrick Wilson trabajaron en sus propios proyectos. Space Twins de Bell  lanzó The End of Imagining, que el crítico de Rolling Stone, John D. Luerssen, nombró el séptimo mejor álbum de 2003. Mientras tanto, The Special Goodness de Wilson lanzó Land Air Sea.
Desde diciembre de 2003 hasta el otoño de 2004, Weezer grabó una gran cantidad de material destinado a un nuevo álbum que se lanzaría en la primavera de 2005 con el productor Rick Rubin. Los primeros esfuerzos de grabación de la banda estuvieron disponibles para el público a través del sitio web de la banda. Las demos fueron un gran éxito, pero ninguna de las canciones grabadas en ese momento se incluyó en el álbum terminado. Ese álbum, titulado Make Believe, lanzado el 10 de mayo de 2005, debutó en el puesto número dos del Billboard 200. Aunque algunas críticas, como la de AllMusic, lo compararon favorablemente con Pinkerton, otras, entre ellas la de Pitchfork, criticaron el álbum por considerarlo predecible y pobre líricamente.
El primer sencillo del disco, «Beverly Hills», se convirtió en un éxito en Estados Unidos y en el resto del mundo, permaneciendo en las listas durante varios meses después de su lanzamiento. Se convirtió en la primera canción de Weezer en alcanzar el número uno en la lista Billboard Modern Rock y el número diez en el Billboard Hot 100. «Beverly Hills» fue nominada a mejor canción rock en la 48.ª edición de los Premios Grammy, la primera candidatura al Grammy para la banda. El video musical también fue nominado a mejor video de rock en los MTV Video Music Awards de 2005. El segundo sencillo de Make Believe fue «We Are All on Drugs», que alcanzó el puesto número diez en la lista Alternative Airplay. MTV se negó a reproducir la canción, por lo que Weezer volvió a grabar la letra reemplazando «on drugs» por «in love» y cambiando el nombre de la canción a «We Are All in Love». A principios de 2006, se anunció que Make Believe obtuvo la certificación de platino y que «Beverly Hills» fue la segunda canción más popular descargada en iTunes en 2005, detrás de «Hollaback Girl» de Gwen Stefani. El tercer sencillo, «Perfect Situation», alcanzó el número uno en la lista Billboard Modern Rock y el número 51 en el Billboard Hot 100. «This Is Such a Pity» fue el cuarto sencillo del álbum, pero no se realizó ningún videoclip para su lanzamiento.

### The Red Album(2006-2008)
Tras el éxito de Make Believe, la banda decidió tomarse un descanso. Cuomo regresó a Harvard, donde en 2006 terminó graduándose cum laude y formó parte de Phi Beta Kappa. También se casó con Kyoko Ito el 18 de junio de 2006, una mujer que conocía desde 1997. A la boda asistieron los miembros actuales de la banda, así como Matt Sharp y Jason Cropper. Durante este receso, Patrick Wilson y Brian Bell aparecieron en la película Factory Girl de 2006 interpretando a John Cale y Lou Reed, respectivamente, y contribuyendo con una versión de la canción «Heroin» de The Velvet Underground para la banda sonora. También durante este tiempo, Bell inició un nuevo proyecto, The Relationship.
Weezer, también conocido como «The Red Album», se lanzó en junio de 2008 bajo el sello Geffen Records. El disco fue descrito como «experimental» y, según Cuomo, quien afirmó en ese momento que era el «álbum más atrevido, valiente y llamativo» de Weezer, incluía canciones más largas y no tradicionales, cajas de ritmos TR-808, sintetizadores, Southern rap, contrapunto barroco y diferentes miembros de la banda escribiendo, cantando y cambiando de instrumento. Wilson dijo que hacer el álbum costó alrededor de un millón de dólares, en comparación con el presupuesto de 150 000 dólares del Blue Album. El álbum fue producido por Rick Rubin y Jacknife Lee en conjunto con la misma banda. The Red Album debutó en el puesto número cuatro del Billboard 200 y recibió críticas generalmente positivas.

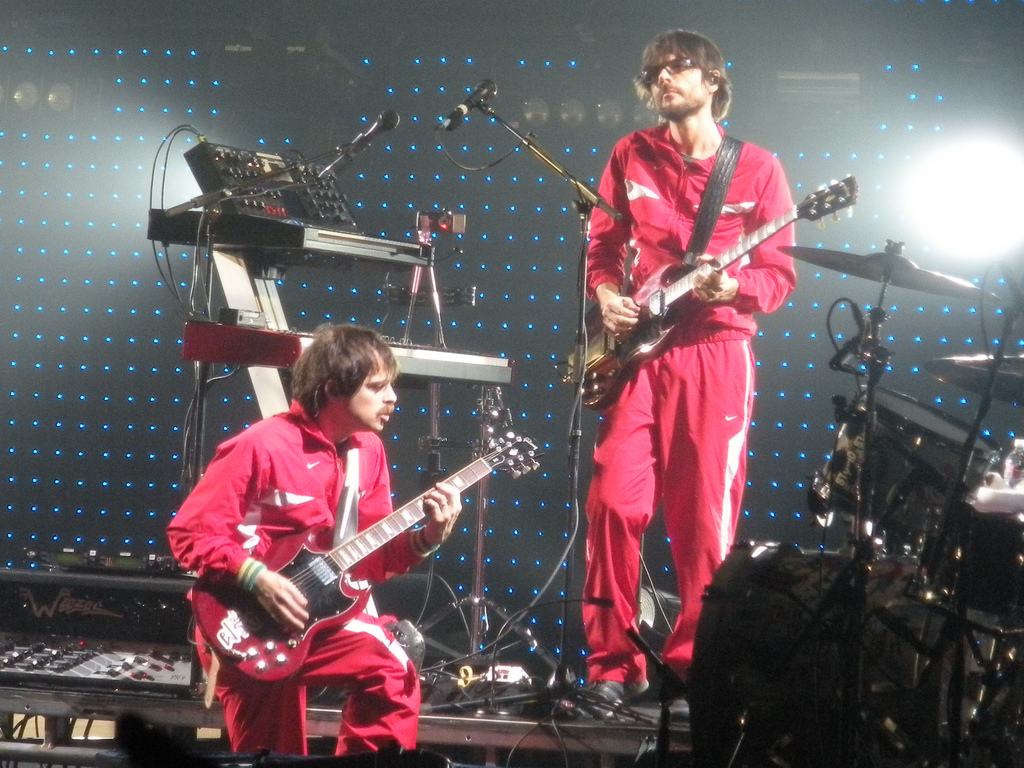
Cuomo y Bell actuando con Weezer en Arizona en octubre de 2008.

Su sencillo principal, «Pork and Beans», encabezó las listas de Billboard Modern Rock Tracks durante once semanas y también alcanzó el puesto 64 en el Billboard Hot 100. Su video musical ganó un Premio Grammy al mejor video musical. El segundo sencillo, «Troublemaker», debutó en el puesto 39 en la lista Billboard Hot Modern Rock Tracks y alcanzó el puesto número dos. El tercer sencillo fue «The Greatest Man That Ever Lived (Variations on a Shaker Hymn)», descrita por el sitio IGN como «la canción más curiosa que se filtró de la pluma de Cuomo» y por el semanario NME como «la canción más ambiciosa que Cuomo haya escrito jamás».
Durante el Hootenanny Tour, la banda invitó al público a llevar sus propios instrumentos para tocar junto con la banda. Más tarde, Weezer se presentó en Japón en septiembre y luego se embarcó en lo que se denominó la gira Troublemaker en América del Norte. La otra banda de Bell, The Relationship, también actuó en varias fechas como telonera. Poco antes del bis de cada show, la banda incluía a los fans con varios instrumentos para tocar «Island in the Sun» y «Beverly Hills».

### RaditudeyHurley(2009-2013)
Weezer encabezó el Bleezer Tour con Blink-182 en agosto y septiembre de 2009. NME sostuvo: «Es difícil imaginar un concierto más indigno para una banda de la talla de Weezer, como banda soporte de sus imitadores menores y más tontos, los recién reformados Blink-182». El baterista Josh Freese se unió a Weezer de forma temporal para tocar la batería en la gira, mientras que Wilson pasó a la guitarra. Wilson dijo que Cuomo quería «estar activo y más libre en el escenario y tener la guitarra puesta era un impedimento». Freese declaró que era fanático de Weezer y no quería dejar pasar la oportunidad de tocar con la banda.
El 18 de agosto de 2009, Weezer lanzó el sencillo «(If You're Wondering If I Want You To) I Want You To», que alcanzó el puesto 81 en el Billboard Hot 100, y su video, con la participación de la actriz Odette Yustman, a finales del mes siguiente. El sencillo formó parte del séptimo álbum de estudio de Weezer, Raditude, lanzado el 3 de noviembre de 2009, y debutó como el séptimo álbum más vendido de la semana en la lista Billboard 200. La portada del álbum presenta una fotografía ganadora de un concurso de National Geographic de un perro suspendido en el aire y el título Raditude fue una sugerencia del actor Rainn Wilson. La revista Variety rescató el sencillo «(If You're Wondering If I Want You To) I Want You To», pero consideró a Raditude el peor álbum de la discografía de Weezer al considerar que «el álbum parece rock de crisis de la mediana edad, que lucha por mantenerse relevante incorporando nuevos estilos musicales que resultan incómodos, cambiando instrumentos e intentando hacer funcionar letras raras».

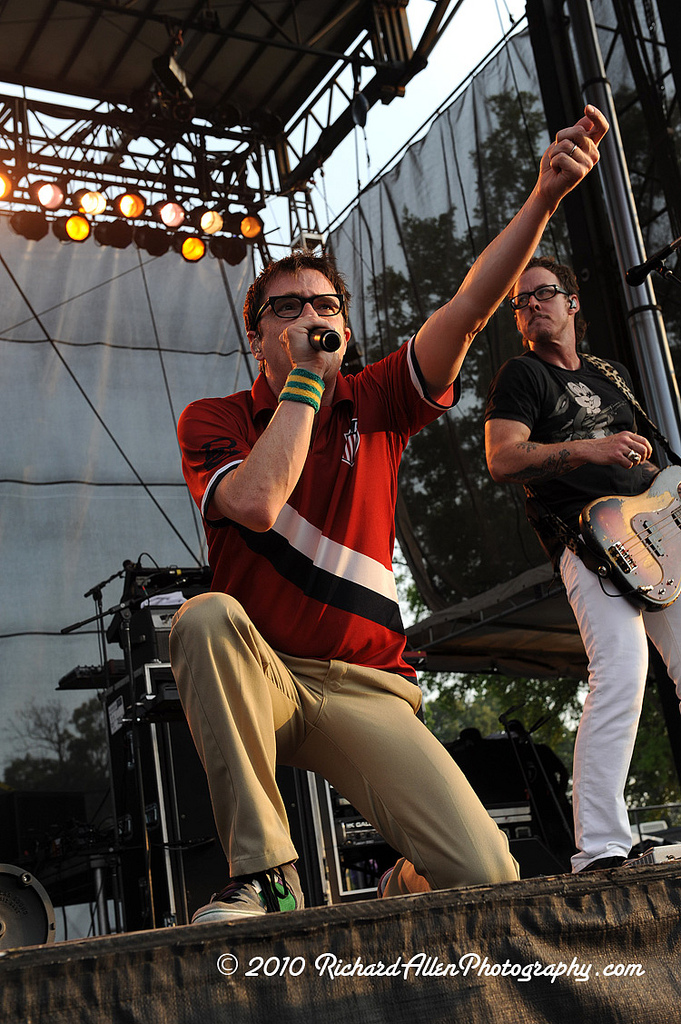
Weezer en el Festival de Música Bonnaroo en marzo de 2009.

La banda programó fechas de gira en diciembre de 2009 que se extenderán hasta principios de 2010 para coincidir con el lanzamiento del nuevo álbum. El 6 de diciembre, Cuomo resultó herido cuando su autobús se estrelló en Glen, Nueva York debido al hielo negro. Cuomo sufrió una hemorragia interna y tres costillas rotas, y su asistente se fracturó dos costillas. Su esposa, su hija pequeña y su niñera también estaban en el autobús, pero resultaron ilesas. Weezer canceló las fechas restantes de la gira de 2009 al día siguiente. Weezer reanudó su gira el 20 de enero de 2010 y a lo largo de ese año participó de múltiples festivales.
En diciembre de 2009, se reveló que la banda ya no iba a ser editada por Geffen Records. La banda declaró que aún se lanzaría material nuevo, pero los miembros de la banda no estaban seguros de a través de qué medio, ya sea autoeditado, publicado en línea o firmando con otro sello. Finalmente, la banda firmó con el sello independiente Epitaph Records.
El álbum Hurley se lanzó en septiembre de 2010 a través de Epitaph. El nombre proviene del personaje Hugo «Hurley» Reyes de la serie de televisión Lost. Jorge Garcia, el actor que interpretó a Hurley, afirmó que aparecer en la portada del álbum era «uno de los mayores honores de [su] carrera». Weezer utilizó YouTube para promocionar el álbum. Weezer y se prestó a quince productores de video aficionados en línea, «siguiendo cualquier plan que el creador pudiera ejecutar en unos treinta minutos». Weezer llamó a la promoción «La invasión de YouTube».

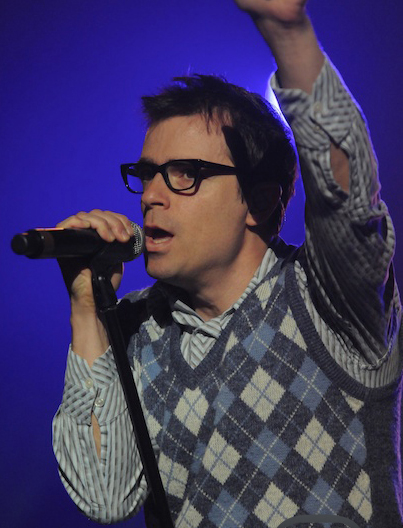
Weezer en el Cisco Ottawa Bluesfest en 2010.

En noviembre del mismo año, Weezer lanzó un álbum recopilatorio compuesto por versiones regrabadas de grabaciones no utilizadas que abarcan desde 1993 hasta 2010, Death to False Metal. La canción principal, «Turning Up The Radio», fue una colaboración con muchos fans en YouTube. El mismo día también se lanzó una edición especial de Pinkerton, que incluyó «veinticinco demos, tomas descartadas y pistas en vivo». El 12 de diciembre de 2011 se publicó un tercer volumen de la serie Alone en solitario de Cuomo, titulado Alone III: The Pinkerton Years, que consta de maquetas y tomas descartadas de las sesiones de grabación de Pinkerton. La banda también contribuyó con una versión de «You Might Think» de The Cars para la película Cars 2 de Pixar, así como una versión de «I'm a Believer» de The Monkees para Shrek Forever After.
Weezer comenzó a trabajar en su noveno álbum de estudio en septiembre de 2010 con la intención de lanzarlo en 2011, pero el año terminó sin ver un lanzamiento. El 8 de octubre de 2011, el exbajista de Weezer, Mikey Welsh, fue encontrado muerto por una aparente sobredosis de heroína en una habitación de un hotel de Chicago. Weezer actuó en Chicago al día siguiente y dedicó el concierto a Welsh, quien se esperaba que asistiera. Welsh se había unido previamente a Weezer como invitado en el escenario entre 2010 y 2011.
La banda encabezó un crucero de Carnival de cuatro días con temática rockera desde Miami a Cozumel que zarpó el 19 de enero de 2012. El crucero también contó con la actuación de otras bandas como Dinosaur Jr. y Sebadoh. En julio, Weezer encabezó la inauguración del Festival de Música de Bunbury en Cincinnati, Ohio. A principios de 2013, llevaron su Memories Tour a Australia, la primera gira australiana de la banda desde 1996. También encabezaron la gira Punkspring 2013 en Japón y más tarde ese mismo año realizaron una gira por Canadá y Estados Unidos. Los primeros shows nocturnos se dedicaron a tocar sus éxitos, luego el álbum Blue de principio a fin. La segunda noche tocaron Pinkerton de la misma manera. Koch hizo una presentación de diapositivas de «Memories» que consistió en fotografías de conciertos a lo largo de los años y destacó la pérdida de las fundadoras del club de fans, Mykel y Carli Allan, en 1997.

### Everything Will Be Alright in the EndyThe White Album(2013-2016)

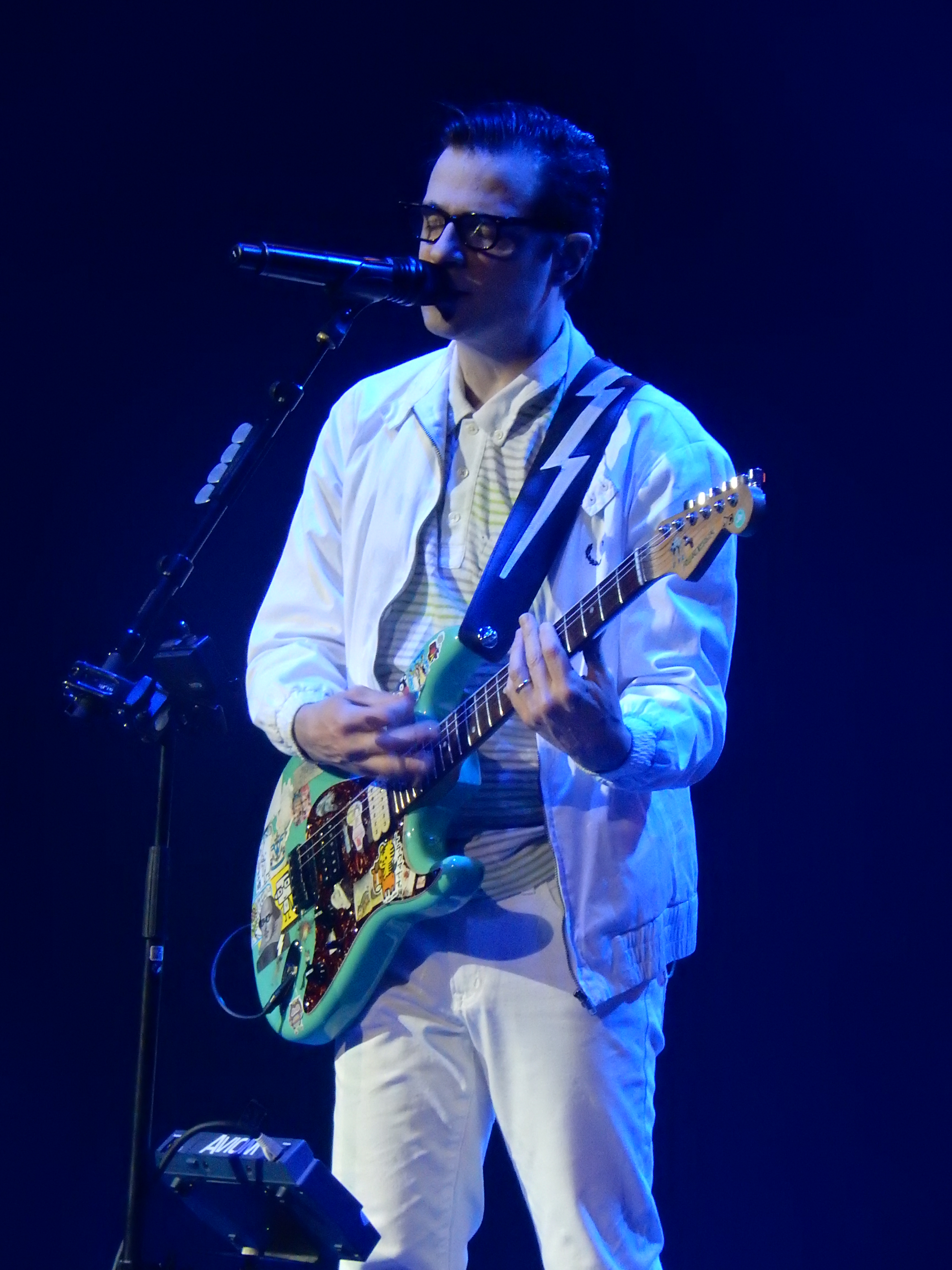
Weezer en Brixton Academy en 2016.

Se consideraron más de doscientas pistas para su próximo álbum, pero pudieron reducirlas a trece. Según un comunicado de prensa oficial, el álbum se organizó temáticamente en torno a tres grupos de canciones: «Belladonna», «The Panopticon Artist» y «Patriarchia». «Belladonna» incluía las canciones «Ain't Got Nobody», «Lonely Girl», «Da Vinci», «Go Away», «Cleopatra» y «Return to Ithaka», todas las cuales tratan sobre las relaciones de Cuomo con las mujeres. Las pistas de «The Panopticon Artist» incluían «Back to the Shack», «I've Had It Up to Here» y «The Waste Land», sobre las relaciones de Cuomo con los fanáticos. El último grupo de canciones, «Patriarchia», eran «Eulogy for a Rock Band», «The British Are Coming», «Foolish Father» y «Anonymous», que tratan sobre las relaciones con figuras paternas, «con un nuevo giro».
En enero de 2014, la banda comenzó a grabar su noveno álbum de estudio con Ric Ocasek como productor, el mismo que produjo The Blue Album y The Green Album. El nuevo álbum de estudio, Everything Will Be Alright in the End, se lanzó el 7 de octubre de 2014. El primer sencillo, «Back to the Shack», alcanzó el puesto número cinco en la lista Alternative Airplay.
En octubre de 2015 la banda lanzó un nuevo sencillo, «Thank God for Girls», a través de Apple Music y la radio el mismo día. La semana siguiente, lanzó un segundo sencillo, «Do You Wanna Get High?». Cuomo afirmó en una entrevista que la banda no estaba trabajando en un nuevo álbum. Sin embargo, en enero de 2016, Weezer lanzó un tercer sencillo, «King of the World», y anunció que la banda publicaría un nuevo álbum, con nombre homónimo, conocido como The White Album. Mientras escribía el álbum, Cuomo se unió a Tinder para conocer gente e inspirarse para nuevas canciones. También comenzó a explorar otras técnicas de composición, incluida la técnica de recortes, la corriente de conciencia y escribir melodías con el piano en lugar de la guitarra.

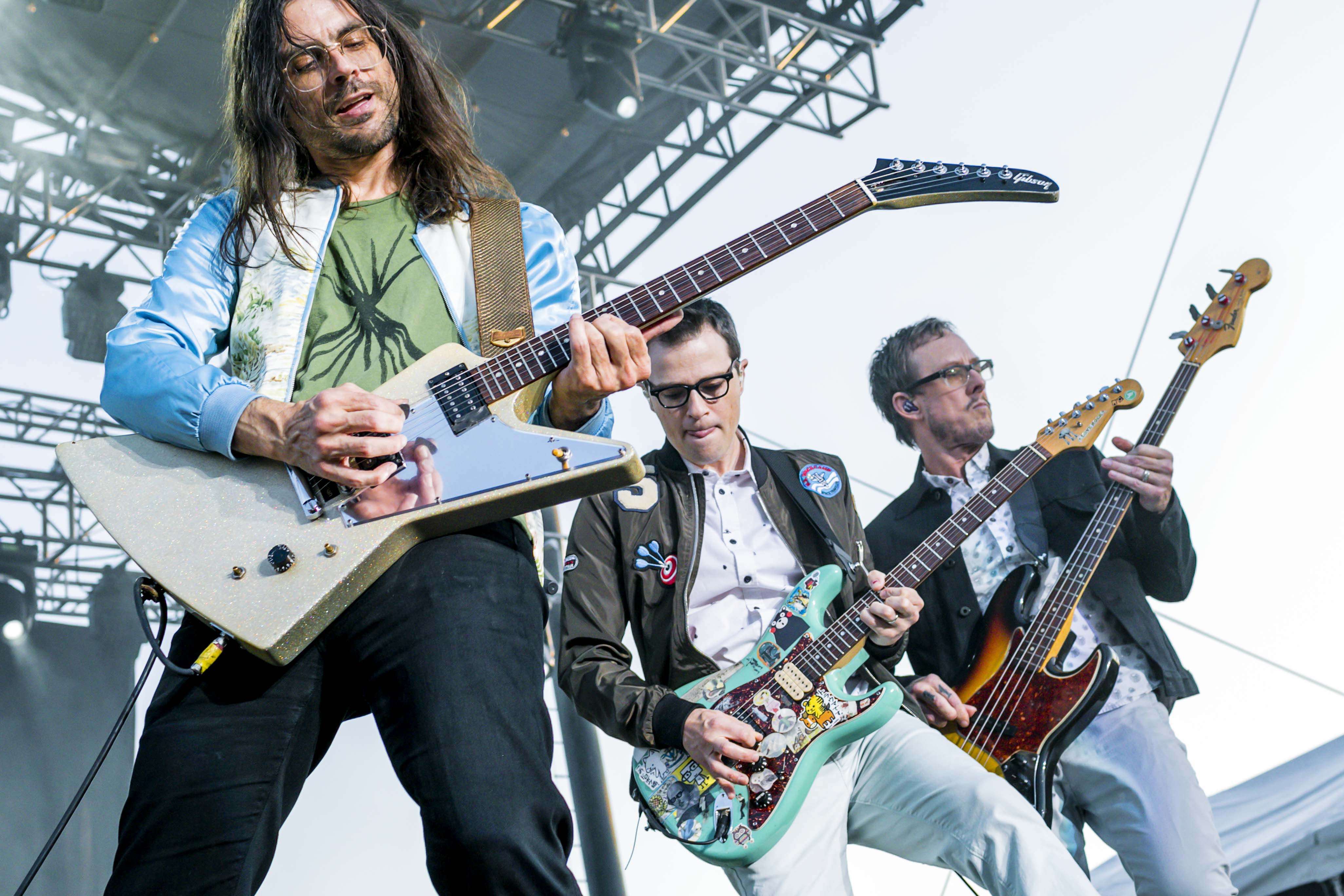
Weezer en el City of Trees Musical Festival 2016.

Previo al lanzamiento del nuevo disco, la banda firmó con Atlantic Records, un sello que pertenece a Warner Music Group y Crush Management. The White Album se lanzó oficialmente el 1 de abril de 2016 y alcanzó el puesto número cuatro en el Billboard 200. El sitio Pitchfork lo consideró el «primer álbum conceptual verdadero desde Pinkerton» al explirar temas como la dinámica entre ambos sexos, las experiencias modernas de citas y hacer referencia a la iconografía religiosa. En apoyo del álbum, la banda llevó a cambo el Weezer & Panic! at the Disco Summer Tour 2016 con Panic! at the Disco. El disco recibió una nominación al Grammy como mejor álbum de rock en la 59.ª edición de los Premios Grammy.

### Pacific Daydream(2017)
El sonido de White Album no dejó conforme a Cuomo por considerar que «sonaba como 1994 de nuevo» y habló sobre los planes para el próximo álbum de Weezer, titulado provisionalmente «Black Album». Cuomo dijo que el álbum iba a abordar «temas más maduros» y sería «menos días de verano y más noches de invierno», y sugirió que la banda podría regresar al estudio de grabación en octubre de 2016. Weezer retrasó la grabación después de que Cuomo sintió que su nuevo material era más «como ensueños de una playa en el fin del mundo [como si] The Beach Boys y The Clash se enamoraran junto al océano y tuvieran un bebé increíble».

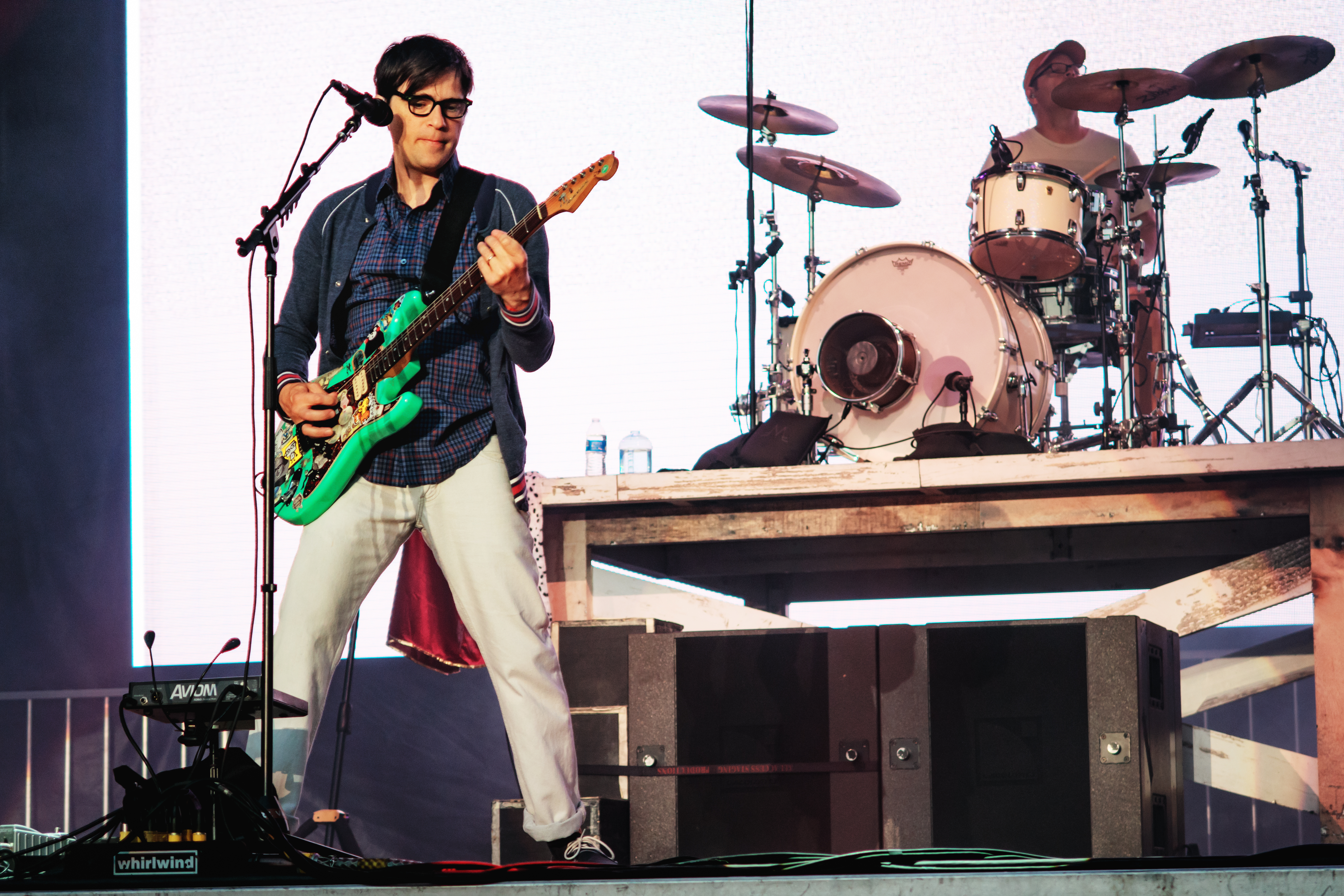
Weezer en Bumbershoot 2017.

Para escribir el álbum, Cuomo utilizó varios fragmentos musicales y líricos que había recopilado a lo largo del tiempo. Mantuvo un archivo de ideas de canciones y contrató programadores para organizar una hoja de cálculo de fragmentos de letras por tempo por minuto, sílaba y tono a la cual recurrir cuando estuviera atascado. «En lugar de tratar de obligarme a sentirme inspirado, puedo simplemente ir a la hoja de cálculo y buscar [...] Simplemente los pruebo para ver cuáles funcionan mágicamente». Como tuvo la intención de «seguir probando cosas nuevas y locas» y afirmó que se trataba del «disco de Weezer con el sonido más diferente» a los anteriores que «finalmente se alejó del acorde power chord de corchea descendente».
En marzo de 2017, Weezer lanzó el sencillo principal del próximo álbum, «Feels Like Summer», cuyo género fue descrito como pop rock, electropop, dance-pop y EDM. La canción provocó una reacción mixta en el público, pero se convirtió en un éxito en la radio y alcanzó el puesto número dos en la lista Alternative Airplay. En agosto, Weezer anunció que el disco Pacific Daydream se iba a lanzar el 27 de octubre. El sencillo «Happy Hour» alcanzó el número nueve en Alternative Airplay. Algunos medios notaron la prevalencia del sonido pop de Pacific Daydream en comparación con los álbumes anteriores, como también su «producción electrónica». Según el sitio Pitchfork, «un exceso de brillo de producción asfixian cualquier personalidad que estas canciones pudieran haber tenido» El álbum recibió una candidatura al mejor álbum rock en la 61.ª edición de los Premios Grammy.

### The Teal AlbumyThe Black Album(2018-2019)
Tras una persistente campaña en Twitter por parte de un fan, Weezer lanzó una versión de la canción «Africa» de Toto en mayo de 2018. Antes de esto, la banda lanzó una versión de «Rosanna» para «trollear» a sus seguidores. «Africa» alcanzó el número uno en la lista de Billboard Alternative Songs en agosto de 2018, convirtiéndose en el primer sencillo número uno de la banda desde «Pork and Beans» en 2008. En agosto, Toto respondió lanzando una versión de «Hash Pipe». «Africa» finalmente alcanzó el puesto 51 en el Billboard Hot 100. El éxito del cover de «Africa» llevó a Weezer a grabar un disco de versiones autotitulado, conocido como The Teal Album, un álbum sorpresa lanzado el 24 de enero de 2019. The Teal Album fue un éxito comercial ya que alcanzó el puesto número cuatro en el Billboard 200 y todas las pistas figuraron en la lista Hot Rock and Alternative Songs.
En septiembre de 2018, Weezer lanzó «California Snow» como sencillo para la película Spell de 2018. Fue elegido como tema de cierre de su próximo disco, The Black Album. En octubre se lanzó «Can't Knock the Hustle», el sencillo principal del álbum. En noviembre lanzaron el segundo sencillo, «Zombie Bastards», y anunciaron que The Black Album iba a lanzarse en marzo de 2019. Asimismo, se anunciaron las fechas de las giras, incluyendo una gira nacional con Pixies. En febrero lanzaron los dencillos «High as a Kite» y «Living in LA». Más tarde se presentaron en Tiny Desk Concerts para promocionar el álbum. De acuerdo con la revista Far Out, el disco resulta «casi imposible de escuchar» y «ni siquiera tiene canciones malas interesantes que justifiquen una escucha casual». La publicación concluyó: «Es simplemente malo en todo momento, se vuelve más irritante con cada canción sucesiva y actúa como el punto más bajo de la discografía de Weezer».

### OK HumanyVan Weezer(2019-2021)
Durante una entrevista en enero de 2019, Cuomo anunció que Weezer ya había grabado las «pistas básicas» del álbum siguiente al Black Album. El líder la banda dijo que la composición del álbum se basa en el piano y que algunas canciones tienen partes de cuerdas ya grabadas en los Abbey Road Studios. Para el proceso de grabación, Weezer se apartó del estilo moderno de «música en cuadrícula» —música grabada mediante software moderno que utiliza cuadrículas para organizar y manipular los elementos individuales de la música grabada— y no se basó en el metrónomo para producir un estilo más natural. El álbum se titulaba provisionalmente OK Human. Además, Cuomo dijo que estaba trabajando en otro álbum, titulado Van Weezer, con un sonido de rock más pesado después de notar cómo las multitudes celebraban los solos de guitarra en los espectáculos en vivo del grupo.
En septiembre de 2019, la banda anunció que iba a participar del Hella Mega Tour con Green Day y Fall Out Boy, con The Interrupters como teloneros. También lanzaron el sencillo «The End of the Game», de su próximo y decimoquinto álbum de estudio, Van Weezer. La canción alcanzó el puesto número dos en la lista Alternative Airplay. Cuomo dijo que la banda volvería «a las grandes guitarras». Comentó que cuando la banda tocaba «Beverly Hills» en vivo en concierto, él interpretaba un solo de guitarra que no estaba presente en la versión grabada de la canción. «Nos dimos cuenta de que, recientemente, el público se vuelve loco cuando hago eso. Así que parece que tal vez el público esté listo nuevamente para un poco de shredding», comentó.
La banda grabó una versión de «Lost in the Woods» para la película Frozen II de 2019, que se incluyó en el álbum de la banda sonora. Se filmó un video musical para la canción, con la participación de la banda y la actriz de voz de Frozen, Kristen Bell. En mayo de 2020, la banda lanzó el sencillo y el video musical «Hero». Simultáneamente, anunciaron el retraso de Van Weezer por tiempo indeterminado. La canción alcanzó el número uno en la lista Alternative Airplay. Poco después, Weezer apareció como estrella invitada en un episodio de Los Simpson, «The Hateful Eight-Year-Olds», donde se reprodujo un fragmento de su canción «Blue Dream» de Van Weezer.
En enero de 2021, la banda anunció que su decimocuarto álbum de estudio iba a ser OK Human —un guiño a OK Computer de Radiohead—, luego de crípticos disquetes promocionales y enlaces enviados a algunos miembros del Weezer Fan Club unos días antes. Se planaba lanzar el álbum después de Van Weezer, pero la banda decidió concentrarse en completar OK Human primero. El trabajo en OK Human había comenzado en 2017, cuando la banda decidió hacer un álbum que combinara instrumentación de rock con una orquesta. La banda contrató una orquesta de treinta y ocho músicos y grabó el álbum íntegramente con equipos analógicos para lograr el sonido barroco deseado. El álbum también se inspiró en Pet Sounds de The Beach Boys y Nilsson Sings Newman de Harry Nilsson. El sencillo «All My Favourite Songs» se lanzó el 21 de enero; alcanzó el número uno en la lista Alternative Airplay y luego fue nominada a mejor canción rock en la 64.ª edición de los Premios Grammy.
El cuarto sencillo de Van Weezer, «I Need Some of That», se lanzó en abril de 2021, y finalmente el álbum se puso a la venta el 7 de mayo, junto a un video musical animado de «All the Good Ones» y coincidiendo con el reprogramado Hella Mega Tour. Ha sido comparado con su cuarto álbum de estudio Maladroit (2002) y está inspirado en bandas de hard rock y heavy metal de los años 1970 y 1980 como Kiss, Black Sabbath, Metallica y Van Halen. Van Weezer fue dedicado a Eddie Van Halen —fallecido en 2020— y a Ric Ocasek —fallecido en 2019—, quien produjo The Blue Album, The Green Album y Everything Will Be Alright in the End.

### SZNZ(2021-2024)

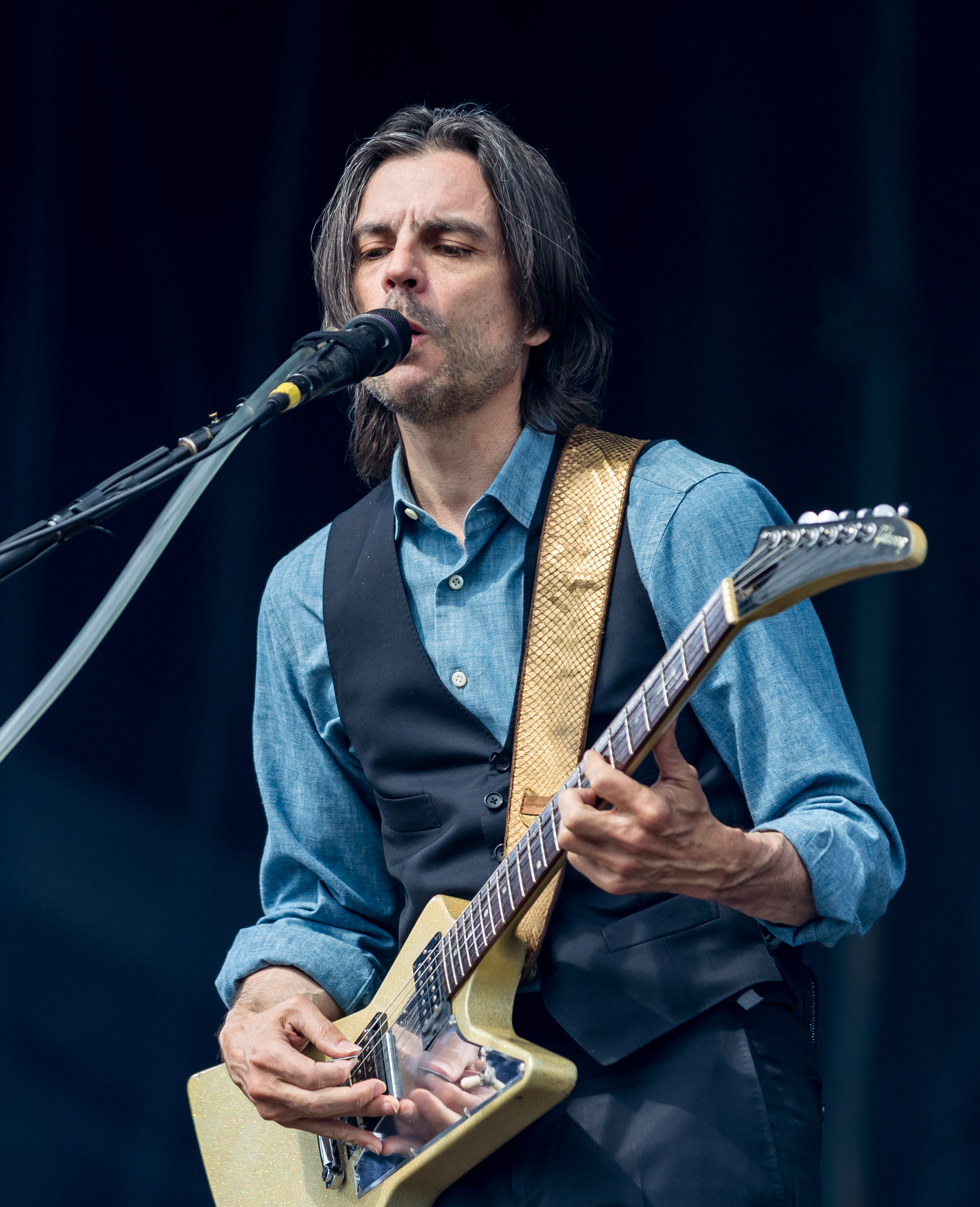
Bell con Weezer durante el Rock am Ring en Nürburgring, Alemania, en 2022.

El Hella Mega Tour finalmente comenzó el 24 de julio de 2021 en Arlington, Texas. Luego del lanzamiento de OK Human y Van Weezer, la banda anunció que su siguiente proyecto sería un ciclo de cuatro álbumes llamado SZNZ («seasons») que se refiere a las estaciones del año. Cuomo describió los potenciales estilos musicales de la primavera y el otoño, diciendo: «La primavera puede ser un álbum de tipo acústico muy alegre y despreocupado, mientras que el otoño será dance rock». Más tarde afirmó que el lanzamiento de los álbumes, titulados Spring, Summer, Fall y Winter respectivamente, estaba previsto para 2022, siendo lanzado cada uno al inicio de su respectiva estación. Cada temporada está ligada a su propia emoción: «La primavera es optimismo, el verano es ira, el otoño es ansiedad y el invierno es tristeza».
A principios de marzo de 2022, Weezer anunció oficialmente que el proyecto constaría de cuatro EP y Fall pasaba a llamarse Autumn. Cuomo añadió que «cada EP está inspirado en magia, mitos paganos, rituales religiosos, Las cuatro estaciones de Vivaldi, Shakespeare y más». El primero, SZNZ: Spring, se lanzó el 20 de marzo, con el sencillo «A Little Bit of Love». La canción alcanzó el número una en la lista Alternative Airplay. El segundo, SZNZ: Summer se lanzó el 21 de junio, con el sencillo «Records», que alcanzó el número uno en Alternative Airplay. Junto con el segundo EP se anunció una serie de shows de teatro en Broadway planeada para septiembre, la cual se canceló en agosto debido al alto costo y la baja venta de entradas. El 19 de septiembre de 2022, la banda actuó una vez más bajo el nombre de Goat Punishment en el club Troubadour de West Hollywood, donde tocaron SZNZ: Winter por primera vez. También estrenaron el sencillo «What Happens After You?» de SZNZ: Autumn. Más tarde se lanzó un video musical del sencillo. El 9 de diciembre de 2022, Weezer lanzó «I Want a Dog», el sencillo del último EP de la serie SZNZ, SZNZ: Winter. El EP se lanzó el 21 de diciembre, junto con un video musical de «Dark Enough to See the Stars».
En noviembre de 2023, Weezer apareció en la película de Netflix Familia revuelta. Asimismo, la banda grabó un cover de la canción «Here Comes My Girl», de Tom Petty, para la serie de televisión Bad Monkey (2024), protagonizada por Vince Vaughn. En junio de 2024, Weezer inició una gira por el Reino Unido e Irlanda con Smashing Pumpkins. Al reseñar su actuación en The O2 Arena de Londres, The Guardian escribió: «Treinta años después, Weezer todavía ofrece powerpop tenso, contundente e ingenioso con un entusiasmo modesto... Es evidente que todavía están enamorados de la música». En septiembre, con Dinosaur Jr. y The Flaming Lips como teloneros, Weezer comenzó la gira Voyage to the Blue Planet, interpretando el Blue Album en su totalidad con motivo de su aniversario número treinta, además de otros éxitos de la banda. En noviembre, el grupo lanzó la «Super Deluxe Edition» del Blue Album, descrita como «la visión más completa de The Blue Album jamás creada».

## Estilo musical e influencias
Weezer ha sido descrito como rock alternativo, power pop, pop rock, pop-punk, geek rock, emo, indie rock, emo pop, metal melódico y pop. Los miembros de Weezer han enumerado influencias como Kiss —con referencias directas en la canción «In the Garage»—, Nirvana, Pixies, The Cars —cuyo líder Ric Ocasek produjo tres discos de Weezer—, Cheap Trick, Pavement, Oasis, The Smashing Pumpkins, Green Day y Wax. Cuomo reconoció a The Beach Boys como una gran influencia, específicamente el disco Pet Sounds; Bell describió el sonido de Weezer como «Beach Boys con amplificación Marshall». Óperas y musicales como Madama Butterfly (1904) y Jesus Christ Superstar (1970) influyeron en Pinkerton y Songs from the Black Hole. La adoración de los miembros de la banda por la música hard rock y heavy metal fue la fuente de inspiración detrás del álbum Van Weezer, incluidas bandas de los años 1970 y 1980 como Kiss, Black Sabbath, Metallica, Slayer, Rush y Van Halen.
Artistas como Paramore, Fun., Pete Wentz, Fall Out Boy, Panic! at the Disco, Blink-182, Steve Lacy, Taylor Swift, Charli XCX, Mac DeMarco, Real Estate, Dinosaur Pile-Up, Cymbals Eat Guitars, DNCE, Ozma, Wavves, Joyce Manor, Origami Angel y The Fall of Troy citaron a Weezer como una influencia.

## Proyectos paralelos
Patrick Wilson comenzó su proyecto paralelo The Special Goodness en 1996, para el que canta y toca la guitarra y el bajo. En mayo de 2012 lanzó su cuarto disco con la banda, titulado Natural.
Brian Bell fundó Space Twins en 1994 y lanzó un álbum, The End of Imagining, en 2003. En 2006, fundó una nueva banda llamada The Relationship y no contribuyó con ninguna canción para Raditude de Weezer para guardar material para The Relationship. El debut homónimo se lanzó en 2010, con una continuación, Clara Obscura, lanzado en 2017.
El exbajista Matt Sharp fundó The Rentals en 1994. Después de lanzar Return of the Rentals en 1995, dejó Weezer en 1998. Sharp también ha publicado trabajos con su propio nombre. Mikey Welsh estuvo de gira con Juliana Hatfield y tocó el bajo para The Kickovers. Scott Shriner tocó el bajo en el álbum de estudio debut de Anthony Green, Avalon.
El 18 de diciembre de 2007, Cuomo lanzó Alone: The Home Recordings of Rivers Cuomo, una recopilación de sus demos grabados entre 1992 y 2007, incluidos algunos del álbum inacabado Songs from the Black Hole. Una segunda compilación, Alone II: The Home Recordings of Rivers Cuomo, se publicó el 25 de noviembre de 2008, y una tercera, Alone III: The Pinkerton Years, el 12 de diciembre de 2011. El álbum se vendió exclusivamente con un libro, The Pinkerton Diaries, que recopila los escritos de Cuomo de la era Pinkerton.
El 20 de marzo de 2013, Cuomo y Scott Murphy de la banda Allister lanzaron Scott & Rivers, un álbum en japonés. Lanzaron su segundo álbum en abril de 2017. En noviembre de 2020, Cuomo lanzó miles de canciones y demos inéditos de toda la carrera de Weezer en su sitio web personal.

## Miembros
Miembros actuales
- Rivers Cuomo – voz principal, guitarras, teclados, batería, bajo, armónica (1992-presente)
- Brian Bell – guitarras, teclados, coros (1993-presente)
- Scott Shriner – bajo, teclados, guitarras, coros (2001-presente)
- Patrick Wilson – batería, percusión, coros (1992-presente), guitarras, teclados (2007-2009, 2011-presente)

Antiguos miembros
- Jason Cropper – guitarras, bajo, teclados, coros (1992-1993)
- Matt Sharp – bajo, guitarras, teclados, coros (1992-1998)
- Mikey Welsh – bajo, guitarras, teclados, coros (1998-2001)

Miembros de apoyo en vivo
- Bobby Schneck – teclados, guitarras, bajo, coros (2005)
- Josh Freese – batería, percusión (2009-2012)
- Daniel Brummel - guitarras, bajo, teclados, coros, batería, percusión (2012-2014)
- Dave Elitch – batería, percusión (2022)

## Discografía
Álbumes de estudio
- Weezer («Blue Album», 1994)
- Pinkerton (1996)
- Weezer («Green Album», 2001)
- Maladroit (2002)
- Make Believe (2005)
- Weezer («Red Album», 2008)
- Raditude (2009)
- Hurley (2010)
- Everything Will Be Alright in the End (2014)
- Weezer («White Album», 2016)
- Pacific Daydream (2017)
- Weezer («Teal Album», 2019)
- Weezer («Black Album», 2019)
- OK Human (2021)
- Van Weezer (2021)